# Ronde van Neurenberg
De Ronde van Neurenberg  (Duits: Rund um die Nürnberger Altstadt ) is een eendaagse wielerwedstrijd die gehouden wordt in de omgeving van Neurenberg in Duitsland. Van 2005 tot 2010 behoorde hij tot de UCI Europe Tour in de categorie 1.1, sinds 2011 is het een koers op de nationale kalender. De wedstrijd eindigt meestal in een massasprint, zo wonnen onder anderen Erik Zabel, André Greipel, Gerald Ciolek en Olaf Pollack deze wedstrijd.

## Mannen

### Lijst van winnaars

#### Overwinningen per land
| Overwinningen | Land       |
| ------------- | ---------- |
| 19            | Duitsland  |
| 2             | Italië     |
| 1             | Denemarken |

## Vrouwen
De vrouwenwedstrijd maakte van 2003 tot 2010 deel uit van de strijd om de UCI Road Women World Cup.